# Amanchu!
Amanchu! (あまんちゅ！?) è un manga shōnen scritto e disegnato da Kozue Amano. Serializzato sul mensile Comic Blade di Mag Garden dal 29 novembre 2008 al 10 maggio 2021, in Italia è edito da J-Pop. Un adattamento anime, prodotto da J.C.Staff, è stato trasmesso in Giappone tra l'8 luglio e il 23 settembre 2016.

## Trama
Hikari Kohinata è un'allegra ed estroversa quindicenne che abita in riva al mare. Durante il primo giorno di liceo incontra una nuova compagna di classe, la timida Futaba Ooki, appena trasferitasi da Tokyo: le due ragazze fanno amicizia grazie alla passione comune per le immersioni, che condividono con i gemelli Ai e Makoto, e l'insegnante Mato Katori.

## Personaggi

Le protagoniste Hikari Kohinata e Futaba Ooki

Hikari Kohinata (小日向 光?, Kohinata Hikari)
Doppiata da: Eri Suzuki
Soprannominata "Pikari", ha 15 anni ed è nata il 31 gennaio. La protagonista abita in riva al mare con la nonna e ama fare immersioni; è sempre allegra e ottimista.
Futaba Ooki (大木 双葉?, Ōki Futaba)
Doppiata da: Ai Kayano
Soprannominata "Teko", ha 16 anni ed è nata il 4 aprile. Si è appena trasferita da Tokyo e in pubblico è timida e nervosa.
Ai Ninomiya (二宮 愛?, Ninomiya Ai)
Doppiata da: Saori Ōnishi
Soprannominata "Ane-chan", ha 16 anni ed è nata il 7 gennaio. Fa parte del club d'immersioni della scuola, del quale è la presidentessa, e ha un carattere schietto. Ha l'abitudine di colpire il fratello minore Makoto.
Makoto Ninomiya (二宮 誠?, Ninomiya Makoto)
Doppiato da: Yūichirō Umehara
Il fratello minore gemello di Ai ha 16 anni ed è nato il 7 gennaio. È l'unico maschio del club d'immersioni della scuola ed è attento e tranquillo.
Mato Katori (火鳥 真斗?, Katori Mato)
Doppiata da: Shizuka Itō
Un'insegnante del liceo, ha 29 anni ed è nata il 2 agosto. È la dinamica consulente del club d'immersioni e anche lei ha la passione per la subacquea.
Aria (ありあ?)
Doppiato da: Yurika Kubo
Soprannominato "Chakomon", è il gatto del preside e ha una cotta per Ohime.
Ohime (お姫?)
Una gatta trovata per strada da Hikari e Futaba, ama leccare le dita. È molto indipendente e viene adottata dal preside.
Kino Kohinata (小日向 きの?, Kohinata Kino)
Doppiata da: Kikuko Inoue
La nonna di Hikari di cui non si conosce il vero nome. Cucina tantissima zuppa squisita.

## Media

### Manga
Il manga, scritto e disegnato da Kozue Amano, è stato serializzato sulla rivista Comic Blade di Mag Garden dal 29 novembre 2008 al 10 maggio 2021. Solitamente a cadenza mensile, tra novembre 2010 e aprile 2012 la pubblicazione passò a quadrimestrale per via di una gravidanza dell'autrice. La serie è entrata nel suo arco finale a settembre 2020. I capitoli vengono raccolti in diciassette volumi tankōbon pubblicati dal 10 agosto 2009 al 10 novembre 2021.
In Italia la serie è stata annunciata da GP Manga (poi unitasi a J-Pop) al Romics 2012 e pubblicata dal 26 aprile 2013 al 25 gennaio 2023.

#### Volumi
| 1  | 10 agosto 2009 | ISBN 978-4-86127-642-2                                                      | 26 aprile 2013    | ISBN 978-88-6634-458-2 |
| 1  | Capitoli - 1. La ragazza e il mare (少女と海?, Shōjo to umi) - 2. Il liceo Yumegaoka (夢ヶ丘高校?, Yumegaoka kōkō) - 3. Tutti in classe! (学校の時間?, Gakkō no jikan) - 4. Il passaggio del cielo (宙のパッセージ?, Sora no passēji) - 5. Il viale alberato dei ciliegi in fiore (桜並木?, Sakura namiki) - 6. Teko e Pikari (てこぴかり?, Teko Pikari) |                                                                             |                   |                        |
| 2  | 10 febbraio 2010 | ISBN 978-4-86127-696-5                                                      | 7 giugno 2013     | ISBN 978-88-6634-562-6 |
| 2  | Capitoli - 7. (道の駅?, Michi no eki) - 8. (プール実習?, Pūru jisshū) - 9. (春濁り?, Haru nigori) - 10. (再 会?, Sai-kai) - 11. (ミーティング?, Mītingu) - 12. (宝 物?, Takara-mono) |                                                                             |                   |                        |
| 3  | 10 agosto 2010 | ISBN 978-4-86127-757-3                                                      | 27 settembre 2013 | ISBN 978-88-6634-589-3 |
| 3  | Capitoli - 13. (梅雨入り?, Tsuyuiri) - 14. (てこと講習?, Teko to kōshū) - 15. (ラブレター?, Rabu retā) - 16. (捨て猫?, Sute neko) - 17. (蒼の世界へ?, Aoi no sekai e) - 18. (海の祝福?, Umi no shukufuku) |                                                                             |                   |                        |
| 4  | 10 marzo 2012 | ISBN 978-4-86127-960-7                                                      | 25 ottobre 2014   | ISBN 978-88-6634-650-0 |
| 4  | Capitoli - 19. (だるまさん?, Daruma-san) - 20. (顧問の日常?, Komon no nichijō) - 21. (終業式?, Shūgyō-shiki) - 22. (選択?, Sentaku) - 23. (一緒の時間?, Issho no jikan) - 24. (夏の魔法?, Natsu no mahō) |                                                                             |                   |                        |
| 5  | 10 ottobre 2012 | ISBN 978-4-8000-0051-4                                                      | 17 dicembre 2014  | ISBN 978-88-6634-812-2 |
| 5  | Capitoli - 25. (まっくろ世界?, Makkuro sekai) - 26. (イニシャルG?, Inisharu G) - 27. (ナビゲーション?, Nabigēshon) - 28. (お見送り?, O miokuri) - 29. (ぐるぐる回廊?, Guruguru kairō) - 30. (花火畑?, Hanabi hatake) |                                                                             |                   |                        |
| 6  | 10 maggio 2013 | ISBN 978-4-8000-0147-4 (ed. regolare) ISBN 978-4-8000-0101-6 (ed. limitata) | 2 settembre 2015  | ISBN 978-88-6883-308-4 |
| 6  | Capitoli - 31. (2学期?, 2 gakki) - 32. (体力測定?, Tairyoku sokutei) - 33. (奇跡の海?, Kiseki no umi) - 34. (前夜祭?, Zenyasai) - 35. (永遠の国?, Eien no kuni) - 36. (温泉丸?, Onsenmaru) |                                                                             |                   |                        |
| 7  | 9 novembre 2013 | ISBN 978-4-8000-0227-3 (ed. regolare) ISBN 978-4-8000-0233-4 (ed. limitata) | 27 gennaio 2016   | ISBN 978-88-6883-523-1 |
| 7  | Capitoli - 37. (桜紅葉?, Sakura momiji) - 38. (居眠りカフェ?, Inemuri Kafe) - 39. (マイ・ドライスーツ?, Mai Dorai Sūtsu) - 40. (竜宮城?, Ryūgū jō) - 41. (ハロウィン?, Harōin) - 42. (秋祭り?, Akimatsuri) |                                                                             |                   |                        |
| 8  | 10 maggio 2014 | ISBN 978-4-8000-0279-2 (ed. regolare) ISBN 978-4-8000-0279-2 (ed. limitata) | 21 dicembre 2016  | ISBN 978-88-6883-652-8 |
| 8  | Capitoli - 43. (冬の休日?, Fuyu no kyūjitsu) - 44. (漆黒の人魚?, Shikkoku no ningyo) - 45. (メリーシスターズ?, Merī Shisutāzu) - 46. (北風のイタズラ?, Kitakaze no itazura) - 47. (初日の出?, Hatsuhinode) - 48. (龍詣?, Ryū mai) |                                                                             |                   |                        |
| 9  | 10 febbraio 2015 | ISBN 978-4-8000-0410-9                                                      | 1º febbraio 2017  | ISBN 978-88-6883-865-2 |
| 9  | Capitoli - 49. (あったか注意報?, Attaka chūihō) - 50. (HAPPY STAR?) - 51. (ボートダイビング?, Bōto Daibingu) - 52. (迷い人?, Mayoi hito) - 53. (始まりの場所?, Hajimari no basho) - 54. (天より降るもの?, Ten yori furu mono) - 55. (ピーターパンの帰還?, Pītā Pan no kikan)                                                                             |                                                                             |                   |                        |
| 10 | 9 luglio 2016 | ISBN 978-4-8000-0599-1 (ed. regolare) ISBN 978-4-8000-0569-4 (ed. limitata) | 24 maggio 2017    | ISBN 978-88-3275-023-2 |
| 10 | Capitoli - 56. (導かれし春?, Michibika reshi haru) - 57. (蒼のフロンティア?, Aoi no Furontia) - 58. (海のヒストリア?, Umi no Hisutoria) - 59. (山焼き?, Yamayaki) - 60. (ナイトダイビング?, Naito Daibingu) - 61. (アドバンス?, Adobansu) |                                                                             |                   |                        |
| 11 | 10 settembre 2016 | ISBN 978-4-8000-0610-3 (ed. regolare) ISBN 978-4-8000-0570-0 (ed. limitata) | 26 luglio 2017    | ISBN 978-88-3275-069-0 |
| 11 | Capitoli - 62. (理想郷?, Risōkyō) - 63. (守り神と女神?, Mamorigami to megami) - 64. (龍王の宮殿?, Ryūō no kyūden) - 65. (マングローブカヤック?, Mangurōbu Kayakku) - 66. (ドリフトダイビング?, Dorifuto Daibingu) - 67. (太古の森?, Taiko no mori) |                                                                             |                   |                        |
| 12 | 10 aprile 2018 | ISBN 978-4-8000-0756-8 (ed. regolare) ISBN 978-4-8000-0738-4 (ed. limitata) | 13 febbraio 2019  | ISBN 978-88-3275-256-4 |
| 12 | Capitoli - 68. (龍翁のの杜?, Ryūō no no mori) - 69. (おこもり?, Okomori) - 70. (秋の大祭?, Aki no taisai) - 71. (神様と海?, Kamisama to umi) - 72. (文化祭?, Bunka-sai) - 73. (後夜祭?, Goya-sai) |                                                                             |                   |                        |
| 13 | 9 giugno 2018 | ISBN 978-4-8000-0780-3 (ed. regolare) ISBN 978-4-8000-0780-3 (ed. limitata) | 24 luglio 2019    | ISBN 978-88-3275-911-2 |
| 13 | Capitoli - 74. (千年の都?, Sen nen no miyako) - 75. (錦秋の再会?, Kinshu no saikai) - 76. (泡雪のナミダ?, Awayuki no namida) - 77. (姉に金棒?, Ane ni kanabō) - 78. (吊るし雛?, Tsurushi hina) - 79. (春一番?, Haru ichiban) |                                                                             |                   |                        |
| 14 | 10 aprile 2019 | ISBN 978-4-8000-0842-8                                                      | 5 febbraio 2020   | ISBN 978-88-349-0180-9 |
| 14 | Capitoli - 80. (旅立ちの唄?, Tabidachi no uta) - 81. (花ぐるま?, Hanaguruma) - 82. (桜ダイビング?, Sakura Daibingu) - 83. (新たな船出?, Aratana funade) - 84. (恋ココロ?, Koi kokoro) - 85. (新人勧誘?, Shinjin kan'yū) |                                                                             |                   |                        |
| 15 | 10 dicembre 2019 | ISBN 978-4-8000-0919-7                                                      | 24 febbraio 2021  | ISBN 978-88-349-0448-0 |
| 15 | Capitoli - 86. (白の再生?, Shiro no saisei) - 87. (新歓ダイビングin初島?, Shinkan Daibingu in Hatsushima) - 88. (筋肉娘と人魚姫?, Kin'niku musume to ningyo hime) - 89. (海職人?, Umi shokunin) - 90. (するめじん?, Surumejin) - 91. (箱庭?, Hakoniwa)                                                                                                   |                                                                             |                   |                        |
| 16 | 27 febbraio 2021 | ISBN 978-4-8000-1054-4 (ed. regolare) ISBN 978-4-8000-0965-4 (ed. limitata) | 7 settembre 2022  | ISBN 978-88-349-1127-3 |
| 16 | Capitoli - 92. (パラグライダー?, Paraguraidā) - 93. (伝説の乙女?, Densetsu no otome) - 94. (イシュメイル?, Ishumeiru) - 95. (しあわせのかたち?, Shiawase no katachi) - 96. (足湯めぐり?, Ashi yumeguri) - 97. (白銀の空?, Shirogane no sora) |                                                                             |                   |                        |
| 17 | 10 novembre 2021 | ISBN 978-4-8000-1142-8 (ed. regolare) ISBN 978-4-8000-0966-1 (ed. limitata) | 25 gennaio 2023   | ISBN 978-88-349-1225-6 |
| 17 | Capitoli - 98. (おわりのはじまり?, Owari no hajimari) - 99. (卒業ダイビング?, Sotsugyō Daibingu) - 100. (めぐる世界?, Meguru sekai) - 101. (ぴかぴか星?, Pikapika hoshi) - 102. (始まりの海?, Hajimari no umi) |                                                                             |                   |                        |

### Anime
Annunciato il 5 ottobre 2015 da Shochiku, un adattamento anime, prodotto da J.C.Staff per la regia di Jun'ichi Satō e Ken'ichi Kasai, è andato in onda dall'8 luglio al 23 settembre 2016. Per la prima stagione le sigle di apertura e chiusura sono rispettivamente Million Clouds di Maaya Sakamoto e Futari shōjo (ふたり少女?) di Tekopikari (duo formato dalle doppiatrici Eri Suzuki e Ai Kayano), mentre per la seconda stagione sono rispettivamente Crosswalk di Minori Suzuki e Hello, Hello (ハロー、ハロー?) di Maaya Sakamoto. In varie parti del mondo gli episodi sono stati trasmessi in streaming in simulcast da Crunchyroll. Un episodio OAV è stato incluso nel settimo e ultimo volume BD/DVD dell'edizione home video serie il 29 marzo 2017.

#### Episodi

##### Prima stagione
| Nº | Titolo italiano (traduzione letterale) Giapponese 「Kanji」 - Rōmaji | In onda           | In onda |
| Nº | Titolo italiano (traduzione letterale) Giapponese 「Kanji」 - Rōmaji | Giapponese        |         |
| 1  | La storia della ragazza e del mare 「少女と海のコト」 - Shōjo to umi no koto                                                                                             | 8 luglio 2016     |         |
| 2  | La storia di ciò che non va fatto con Hikari 「光といけないコト」 - Hikari to ikenai koto                                                                                | 15 luglio 2016    |         |
| 3  | La storia del segreto per l'eccitazione e la felicità 「わくわくと幸せのコツのコト」 - Wakuwaku to shiawase no kotsu no koto                                             | 22 luglio 2016    |         |
| 4  | La storia dell'eccitazione e di un cuore rassegnato 「わくわくと諦める心のコト」 - Wakuwaku to akirameru kokoro no koto                                                  | 29 luglio 2016    |         |
| 5  | La storia della prima volta a mare con gli amici 「仲間と初めての海のコト」 - Nakama to hajimete no umi no koto                                                          | 5 agosto 2016     |         |
| 6  | La storia del desiderio falso 「ホントじゃない願いのコト」 - Honto janai negai no koto                                                                                   | 12 agosto 2016    |         |
| 7  | La storia della fine della pioggia 「雨のおわりのコト」 - Ame no owari no kotoLa storia dell'inizio dell'estate 「夏のはじまりのコト」 - Natsu no hajimari no koto       | 19 agosto 2016    |         |
| 8  | La storia dei sentimenti nascosti 「秘めた思いのコト」 - Himeta omoi no kotoLa storia di ciò che è ancora sconosciuto 「まだまだ知らないコト」 - Mada mada shiranai koto | 26 agosto 2016    |         |
| 9  | La storia di ricordi indimenticabili 「消せない思い出のコト」 - Kesenai omoide no koto                                                                                   | 2 settembre 2016  |         |
| 10 | La storia di quando ci si smarrisce nel presente 「今日という一日を迷うコト」 - Kyō to iu ichinichi o mayou koto                                                         | 9 settembre 2016  |         |
| 11 | La storia del gatto e la gattina 「猫と子猫のコト」 - Neko to koneko no koto                                                                                             | 16 settembre 2016 |         |
| 12 | La storia del mondo blu 「青い世界のコト」 - Aoi sekai no koto | 23 settembre 2016 |         |

##### Seconda stagione
| Nº | Titolo italiano (traduzione letterale) Giapponese 「Kanji」 - Rōmaji                                                                                   | In onda        | In onda |
| Nº | Titolo italiano (traduzione letterale) Giapponese 「Kanji」 - Rōmaji                                                                                   | Giapponese     |         |
| 1  | La storia di una notte d'estate e una confessione 「ある夏の夜と告白のコト」 - Aru natsu no yoru to kokuhaku no koto                                   | 7 aprile 2018  |         |
| 2  | La storia di mezza estate e occhi scintillanti 「夏の真ん中とキラキラの瞳のコト」 - Natsu no man'naka to kirakira no hitomi no koto                    | 14 aprile 2018 |         |
| 3  | La storia della professionista e dell'esperta di felicità 「幸せのプロと達人のコト」 - Shiawase no puro to tatsujin no koto                            | 21 aprile 2018 |         |
| 4  | La storia d'autunno e una tenera felicità 「秋とふわり人の幸せのコト」 - Aki to fuwari hito no shiawase no koto                                        | 28 aprile 2018 |         |
| 5  | La storia della sirena nerolucente e la solitudine dei 18m di profondità 「漆黒の人魚と18mの孤独のコト」 - Shikkoku no ningyo to 18m no kodoku no koto | 5 maggio 2018  |         |
| 6  | La storia di un sogno di una notte di Halloween 「ハロウィーンの夜の夢の物語」 - Harowin no yoru no yume no koto                                       | 12 maggio 2018 |         |
| 7  | La storia del festival scolastico che non ha mai fine 「永遠のガクエンサイのコト」 - Eien no gakuensai no koto                                         | 19 maggio 2018 |         |
| 8  | La storia di desideri fragili e irraggiungibili 「届かない儚いオモイのコト」 - Todokanai hakanai omoi no koto                                          | 26 maggio 2018 |         |
| 9  | La storia di lacrime e un sogno interminabile 「終わりのない夢とナミダのコト」 - Owari no nai yume to namida no koto                                   | 2 giugno 2018  |         |
| 10 | La storia di un nuovo inizio e nuovi sentimenti 「そのはじまりに想うコト」 - Sono hajimari ni omou koto                                                | 9 giugno 2018  |         |
| 11 | La storia di freddo, fiamme e auguri di pronta guarigione 「風邪と炎とおめでとうのコト」 - Kaze to honō to omedetou no koto                            | 16 giugno 2018 |         |
| 12 | La storia di possibilità future 「いつか、まだ知らない明日のコト」 - Itsuka, mada shiranai asu no koto                                                 | 23 giugno 2018 |         |